# ミヤマミズ
ミヤマミズ（深山みず、Pilea petiolaris、シノニム：Pilea angulata）は、イラクサ科ミズ属の多年草。

## 概要
日本には本州の関東以西、四国、九州、屋久島、沖縄島及び西表島に、日本国外には台湾及び中国に分布する。山地の湿った森林内や河川沿い等に生育する。
多年草で、茎は無毛、高さ40 - 80センチメートル。葉は対生で、長さ7 - 15センチメートル、長楕円形、先端は尖り、3行脈、葉縁に鋸歯を持つ。雌雄同株。花季は3 - 6月。花季は7 - 10月。雄花序、雌花序ともに葉のつけねに腋生するが、雄花序が上部に、雌花序に下部に着く。花は淡緑色。
元々個体数が少ない上、森林伐採や河川工事等で自生地、個体数が減少している。

## 保護上の位置づけ
生育地である下記の地方公共団体が作成したレッドデータブックに掲載されている。
- 神奈川県：絶滅
- 石川県：準絶滅危惧
- 岐阜県：情報不足
- 愛知県：絶滅危惧II類
- 島根県：絶滅危惧II類
- 愛媛県：絶滅危惧II類
- 鹿児島県：分布特性上重要
- 沖縄県：絶滅危惧II類